# Walter Pérez
Walter Pérez (ur. 31 stycznia 1975 w San Justo) – argentyński kolarz torowy startujący w konkurencji madison, omnium, scratch i w wyścigu na dochodzenie, mistrz olimpijski, mistrz świata, triumfator igrzysk panamerykańskich.
Czterokrotnie występował w igrzyskach olimpijskich - począwszy od igrzysk w Atlancie w 1996 roku. Startując w parze z Juanem Curuchetem zdobył złoty medal igrzysk olimpijskich w Pekinie w 2008 roku oraz mistrzostwo świata (ponadto ma na swoim koncie srebrny medal i trzy brązowe) cztery lata wcześniej w Melbourne w madisonie.
Dwa razy zwyciężył w madisonie podczas igrzysk panamerykańskich w 2003 i 2007 roku.